# 京都市立修学院中学校
京都市立修学院中学校（きょうとしりつしゅうがくいんちゅうがっこう）は、京都市左京区一乗寺にある京都市立の中学校。

## 沿革
- 1946年（昭和21年）に創立。

## 課外活動
サッカー部は、全国大会に2007年、2011年、2013年、2015年の4度出場し、2015年は近畿大会優勝、2007年には全国ベスト8という成績を収めている。
ラグビー部などが強豪で、有名大学ラグビー部にも修学院中学出身者が在籍した。
吹奏楽部は2019年にマーチングで初めて全国大会に出場し、京都府吹奏楽コンクールでは金賞を受賞し続けている。
男子バスケ部は2022年に春季大会で3位になった。
バレーボール部は、春季大会でも優勝している。

## 進学前小学校
- 主に八瀬小学校、上高野小学校、修学院小学校、修学院第二小学校

## 交通
- 最寄りの駅は叡山電鉄一乗寺駅。

## 主な卒業生
- 上松瑛 - サッカー選手
- 金沢亮 - サッカー選手
- 文字隆也 - 元ラグビー選手
- 井口剛志 - 元ラグビー選手
- 徳井義実 - お笑い芸人、チュートリアル
- 福田充徳 - お笑い芸人、チュートリアル
- 眞栄田郷敦 - 俳優
- ブリッジマン遊七 - ViVi専属モデル、元Seventeen専属モデル
- 石橋孝 - プロボウラー
- バンダリ亜砂也 - モデル、元Popteen専属メンズモデル